# 飛越十八層
《飛越十八層》（英語：You Only Live Twice）是香港電視廣播有限公司拍攝製作的時裝劇集，全劇共20集，由苗僑偉、戚美珍、馮淬帆、廖啟智主演。該劇以1978年上映的電影《上錯天堂投錯胎》作為創作靈感。
苗僑偉和戚美珍因為這齣電視劇而相識，拍拖八年後結婚至今。

## 故事大綱
描述一意外橫死的青年，死後誤闖地獄，和魔鬼交易的故事。本劇從虛構的情節裡反映出現代社會百態。 
意外橫死的黃秋發（苗僑偉飾），死後闖到地獄。為了還陽，秋發答應替魔鬼（馮淬帆飾）收買靈魂，魔鬼將秋發靈魂寄身於富商商振宇（苗僑偉分飾）身上。秋發初接觸上流社會，盡享榮華富貴，不禁大喜。 化身為振宇的秋發對摯友林天光（廖啟智飾）照顧有加，天光大惑不解，後來兩人終相認。秋發生前視女星張樂雯（戚美珍飾）為心中女神，現藉振宇的身份向她展開熱烈追求。
另一方面，秋發與振宇之管家清姐（羅蘭飾）、樂雯之弟弟張國之及表妹繆詠心亦建立了深厚感情，發覺生命中最重要的不是金錢，而是人與人之間的珍貴感情。 此時，魔鬼苦苦相逼，要脅秋發盡快收買清姐、國之及詠心的靈魂，否則將他打回原形。秋發於心不忍，遂跟魔鬼下賭注......

## 演員表

### 主要角色
- 苗僑偉 飾 黃秋發/商振宇/小偷
- 戚美珍 飾 張樂雯
- 馮淬帆 飾 魔　鬼（1982年度最終極大反派）
- 廖啟智 飾 林天光
- 傅玉蘭 飾 繆詠心
- 羅　蘭 飾 青　姐
- 秦　沛 飾 聶萬鋒

### 其他角色
- 林建明 飾 婉　君
- 羅浩楷 飾 羅德明
- 龍天生 飾 亞　全
- 駱應鈞 飾 聶千鋒
- 許紹雄 飾 崔仲謀
- 莊文清 飾 莊小姐
- 程可為 飾 程小姐
- 蘇杏璇 飾 蘇小姐
- 李國麟 飾 趙先生
- 嚴秋華 飾 　仔
- 韋以茵 飾 同　事/職　員
- 文潔雲 飾 同　事/職　員
- 梁頌恩 飾 同　事/職　員
- 陳栢燊 飾 同　事/職　員
- 羅振彪 飾 同　事/職　員
- 關　鍵 飾 董　事
- 李建川 飾 董　事
- 梁克遜 飾 董　事
- 方　洲 飾 董　事/宴會客人
- 黃鑑波 飾 董　事
- 曾玉霞 飾 聶千鋒之妻
- 劉雅麗 飾 阿　珍
- 黎少芳 飾 包租婆
- 譚一清 飾 誠　叔
- 鍾琴德 飾 助　手
- 石毅魂 飾 助　手/代　表
- 陳榮輝 飾 助　手/司　機
- 徐有明 飾 助　手
- 羅麗娟 飾 孤兒院院長
- 周　吉 飾 毛紳紳
- 李嘉豪 飾 張國文
- 郭　峰 飾 嚴　磊
- 譚玉瑛 飾 護　士
- 羅麗娟 飾 院　長
- 林丹鳳 飾 修　女
- 何禮男 飾 刀疤四
- 麥劍秋 飾 司　儀
- 黃肇賢 飾 女歌星
- 陳　瑩 飾 真大肚婆
- 洪玲玲 飾 假大肚婆
- 何文進 飾 酒店經理
- 唐思雯 飾 肥護士
- 陳毓文 飾 酒店職員
- 陳耀安 飾 侍　應
- 陳曉雲 飾 女記者
- 馬桂榮 飾 大陸青年
- 張耀強 飾 大陸青年
- 林婉嫦 飾 女警司
- 飾 醉　漢
- 梅志清 飾 編　輯
- 黃麗發 飾 客　人
- 張錦桃 飾 客　人
- 陳耀強 飾 David
- 陳志強 飾 排字工人
- 許建鴻 飾 報館職員
- 孫國樑 飾 阿　生
- 張敬業 飾 小　孩
- 樊國華 飾 綁　匪
- 鄭毅邦 飾 部　長
- 陳寶祥 飾 小　文
- 李振忠 飾 文　父
- 錢瑞卿 飾 文　母
- 何顯銳 飾 士多老板板
- 孫季卿 飾 生　叔
- 鄭藩生 飾 近視佬
- 楊炎棠 飾 亞　強
- 胡美玉 飾 代　表
- 簡偉安 飾 代　表
- 曾楚霖 飾 法　官
- 徐廣林 飾 神　父
- 艾威 飾 新聞報導員

## 軼事
- 本劇為苗僑偉與戚美珍的定情劇，二人因拍攝此劇擦出愛情火花，從而發展成情侶及後成為夫妻，偕首至今。
- 本劇主題曲《難為正邪定分界》成為經典歌曲，在後來的劇集《老表，你好hea》之中被再次演繹。早於1998年，黃霑代替麥志誠在《顧嘉煇·黃霑·真友情演唱會》跟葉振棠合唱。
- 本劇在無線傳承55年短片回顧中，將製作年份錯寫成1978年（實為1981年）。
- 本劇為香港電視劇中首次及唯一一次在香港電車單層拖卡中拍攝，而香港電車單層拖卡於翌年（1982年）正式退役。

## 電視節目的變遷
| 英屬香港無綫電視翡翠台 逢星期一至五 19:05-20:00 | 英屬香港無綫電視翡翠台 逢星期一至五 19:05-20:00 | 英屬香港無綫電視翡翠台 逢星期一至五 19:05-20:00 |
| ----------------------------------------------- | ----------------------------------------------- | ----------------------------------------------- |
|                                                 | 飛越十八層 （1982.03.22 - 1982.04.16）          |                                                 |
| 男子漢 （1982.02.22 - 1982.03.19）              | 福星高照 （1982.04.19 - 1982.05.14）            |                                                 |